# Tim Henman
Tim Henman (Oxford, 9. rujna 1973.), umirovljeni je engleski tenisač. 
Henmanov najveći uspjeh je osvajanje srebrne medalje na Olimpijskim igrama u Atlanti 1996. godine. Od značajnijih rezultata su mu šest polufinala turnira iz Grand Slam serije, te osvajanje Paris Mastersa 2003. godine.
Od tenisa se oprostio 2007. godine predstavljajući Veliku Britaniju u Davis Cup susretu protiv Hrvatske.

## Vanjske poveznice
- Profil Tim Henmana